# El primer dia de mi vida
El primer día de mi vida es una película publicada en 2023 y dirigida por Paolo Genovese .
La película es la adaptación cinematográfica de la novela homónima de 2018 escrita por el propio director Genovese, publicada por Einaudi .

## Trama
Un hombre que es motivador por oficio; un oficial de policía; una ex gimnasta que perdió el uso de sus piernas debido a un accidente; un chico con sobrepeso. En una noche lluviosa, todos se encuentran "invitados" de un misterioso individuo que los ha recuperado justo antes de tomar la última decisión de sus vidas.

## Distribución
La película se estrenó en los cines italianos durante el 26 de enero de 2023.